# Rumänische Eishockeyliga 1974/75
Die Saison 1974/75 war die 45. Spielzeit der rumänischen Eishockeyliga, der höchsten rumänischen Eishockeyspielklasse. Meister wurde zum insgesamt 15. Mal in der Vereinsgeschichte Steaua Bukarest.

## Modus
Zunächst absolvierten die acht Mannschaften eine gemeinsame Hauptrunde. Anschließend wurde eine Final- bzw. Abstiegsrunde durchgeführt. Für einen Sieg erhielt jede Mannschaft zwei Punkte, bei einem Unentschieden gab es einen Punkt und bei einer Niederlage null Punkte.

## Finalrunde
|    | Klub               | Sp | S  | U | N  | T   | GT  | Punkte |
| -- | ------------------ | -- | -- | - | -- | --- | --- | ------ |
| 1. | Steaua Bukarest    | 24 | 19 | 3 | 2  | 152 | 55  | 41     |
| 2. | Dinamo Bukarest    | 24 | 17 | 4 | 3  | 158 | 79  | 38     |
| 3. | SC Miercurea Ciuc  | 24 | 6  | 2 | 16 | 73  | 151 | 14     |
| 4. | CSM Dunărea Galați | 24 | 1  | 1 | 22 | 76  | 174 | 3      |

Sp = Spiele, S = Siege, U = Unentschieden, N = Niederlagen

## Abstiegsrunde
|    | Klub                      | Sp | S  | U | N  | T   | GT  | Punkte |
| -- | ------------------------- | -- | -- | - | -- | --- | --- | ------ |
| 5. | Agronomia Cluj            | 24 | 13 | 4 | 7  | 142 | 89  | 30     |
| 6. | Liceul Miercurea Ciuc     | 24 | 12 | 1 | 11 | 101 | 121 | 25     |
| 7. | ASE Bukarest              | 24 | 8  | 5 | 11 | 97  | 101 | 21     |
| 8. | Târnava Odorheiu Secuiesc | 24 | 9  | 2 | 13 | 101 | 130 | 20     |

Sp = Spiele, S = Siege, U = Unentschieden, N = Niederlagen